# Fernando Barquín Barón
Fernando Barquín Barón (Sevilla, España, 3 de abril de 1917 - 16 de mayo de 1965) fue un arquitecto español reconocido por su influencia en el paisaje arquitectónico de Andalucía, especialmente en Sevilla.

## Biografía
Nacido en Sevilla, Barquín Barón estudió en el colebio de los jesuitas. Posteriormente estudió arquitectura en Madrid, graduándose en 1944. Desde temprana edad, mostró un interés y talento en dibujo y pintura. Fue influenciado por su familia, particularmente por su hermano Joaquín, quien también fue arquitecto.
Fue miembro del Opus Dei y del Consejo Diocesano de Acción Católica. Barquín Barón se involucró también en la Junta Provincial de Beneficencia de Sevilla. Desde 1955, fue miembro de la Asociación Católica de Propagandistas. También fue miembro de la Real Academia de Bellas Artes de Sevilla.

## Carrera profesional
Después de completar sus estudios, Barquín Barón estableció su estudio de arquitectura en Sevilla. Evolucionó de formas academicistas a conceptos racionalistas del Movimiento Moderno. Entre sus obras más destacadas se encuentran viviendas sociales, colegios, bodegas, y la restauración de la Plaza de Toros de la Maestranza.. Ganó el concurso para el edificio del Ministerio de Obras Públicas en Sevilla.
Como arquitecto, Barquín Barón jugó un papel crucial en la formulación de proyectos para futuras barriadas construidas por entidades benéficas, como la de Árbol Gordo, desarrollada para el INV en 1953, compuesta por 468 viviendas.
Posteriormente fue crucial su participación en el Real Patronato de Casas Baratas (RPCB). Fernando Barquín, amigo de Mariano Pérez Ayala, fue parte clave del equipo que manejó la crisis de la institución provincial. Colaboró estrechamente con el obispo Bueno Monreal y el exalcalde Conde de Halcón, formando un grupo central que en 1954 modificó los estatutos del RPCB. Su objetivo era gestionar de manera eficaz el alojamiento a gran escala para las clases populares. Barquín Barón asimiló las experiencias de las vanguardias europeas adaptándolas a las condiciones españolas de la época, enfocándose en la salubridad, soleamiento, y confort de las viviendas sin un fuerte componente ideológico. Su trabajo reflejaba una comprensión profunda de las necesidades y el estilo de vida de los habitantes de Andalucía. En 1961, Fernando Barquín fue nombrado Diputado Provincial, en un contexto en el que la política del franquismo comenzó a girar incorporando perfiles menos ligados a la Falange y más tecnócratas.
El RPCB entregó en torno a 14.000 viviendas entre 1955 y 1965; luego su actividad decayó de forma muy notable.  Sus proyectos más importantes fueron los barrios de Pío XII, La Candelaria, la Barriada de San Jerónimo (1.247 viviendas, de estilo neopopulista, construida en 1961) o Amate.
Junto con su hermano Joaquín es autor del Colegio de las Irlandesas de Sevilla, que fue realizado para la orden de la Bienaventurada Virgen María entre 1964 y 1969. Los hermanos Barquín también habían participado en el concurso para la construcción del santuario del Rocío.
En 1966, se realizó póstumamente una de sus obras, el Mercado de la Paz, de Alcalá de Guadaira (Sevilla), modernista, con una estructura de hormigón armado y un lucernario central con cerchas metálicas.

## Muerte y legado
El arquitecto Fernando Barquín Barón, hombre próximo al cardenal Bueno Monreal, falleció en Madrid, el 16 de mayo de 1965 a causa de cáncer. Al día siguiente, Bueno Monreal presidió su sepelio, al que asistieron el Gobernador Civil José Utrera Molina y el Alcalde de Sevilla, José Hernández Díaz.Está enterrado en el Panteón familiar del Cementerio de San Fernando en Sevilla.
La familia Barquín donó su archivo a la Fundación Fidas, y se publicó un libro recopilando sus obras: 
- Legado de los arquitectos Barquín y Barón. Sevilla. COAS-FIDAS. 2007. ISBN 978-84-935-171-6-8.

## Matrimonio y descendencia
En 1950, Barquín Barón se casó con María Dolores Cortés de la Escalera, con quien tuvo tres hijos: Fernando, José María y Luis.